# Patrocínio Fernandes dos Reis

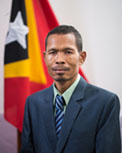
Patrocínio Fernandes dos Reis

Patrocínio Fernandes dos Reis (* 5. Mai 1975 in Rotuto, Manufahi, Portugiesisch-Timor) ist ein Politiker aus Osttimor. Er ist Mitglied der Partei Congresso Nacional da Reconstrução Timorense (CNRT).

## Werdegang
Reis hat einen Bachelor-Titel inne. 2008 wurde er zu einem der Schulinspektoren für Manufahi ernannt.
Bei den Parlamentswahlen in Osttimor 2012 scheiterte Reis auf Listenplatz 34 des CNRT und rutschte auch innerhalb der Legislaturperiode nicht in das Nationalparlament nach.
Auf Listenplatz 19 des CNRT zog Reis bei den Parlamentswahlen in Osttimor 2017 erfolgreich als Abgeordneter in das Parlament ein. Hier wurde er Sekretär der Kommission für Gesundheit, Bildung, Kultur, Veteranen und Gleichstellung der Geschlechter (Kommission F) und stellvertretendes Mitglied im Verwaltungsrat des Parlaments.
Bei den Parlamentswahlen 2018 verpasste Reis den Einzug in das Parlament auf Listenplatz 43 der Aliança para Mudança e Progresso (AMP), der gemeinsamen Liste von CNRT, PLP und KHUNTO. Am 13. Juni rückte Reis für Abgeordnete in das Parlament nach, die ihren Sitz für ein Regierungsamt aufgaben. Er war nun Mitglied der Kommission für konstitutionelle Fragen und Justiz (Kommission A) und stellvertretender Fraktionschef des CNRT im Nationalparlament.
Bei den Parlamentswahlen 2023 erhielt Reis Platz 22 auf der Liste des CNRT und erneut einen Sitz im Nationalparlament.